# 大成ロテック
大成ロテック株式会社（たいせいロテック、Taisei Rotec Corporation）は、日本の建設会社。東京都新宿区に本社を置く。大手建設会社大成建設の完全子会社。

## 沿革
- 1873年（明治6年） - 大倉喜八郎が大倉組商会を設立。
- 1887年（明治20年） - 有限責任日本土木会社設立、大倉組商会の土木事業を引き継ぐ。
- 1946年（昭和21年） - 財閥解体に伴い大倉財閥解体、大成建設株式会社として改組設立。
- 1958年（昭和33年） - 土木部の道路事業部門を「道路部」に昇格
- 1961年（昭和36年） - 大成建設道路部が独立して大成道路株式会社を設立。
- 1964年（昭和39年） - 東京証券取引所第2部上場。
- 1970年（昭和45年） - 東京証券取引所第1部上場。
- 1985年（昭和60年） - 子会社（株）ボーを設立。
- 1992年（平成4年） - 社名を大成ロテック株式会社と改称。
- 2000年（平成12年） - 北京市の北京路新と「北京路新大成アスコン有限公司」を設立。
- 2002年（平成14年） - 北京市の北京路新、北京市易政と同社、ニチレキの4社で「北京路新大成景観舗装（有）」を設立。
- 2006年（平成18年） - ニチレキと外資比率25％を下回る合弁会社「北京市市政一建設工程有限責任公司」を中国北京市の現地企業と設立。
- 2007年（平成19年） - 国際規格「ISO9001」本社生産技術本部を含めた全社で認証取得。
- 2009年（平成21年） - 大成建設との株式交換により大成建設の完全子会社となる[1]。
- 2012年（平成24年） - 東京都新宿区西新宿8丁目に本社を移転。
- 2014年（平成26年） - 中国支社が四国支社と統合し、中四国支社に改称。「北京路新大成アスコン有限公司」の合弁事業を終了。
- 2015年（平成27年） - 関東支社を北関東支社、南関東支社に分割。
- 2017年（平成29年） - 中四国支社を中国支社、四国支社に分割。

## 主な施工実績
- 新東名高速道路
- 東海北陸自動車道
- 東京国際空港
- 中山競馬場
- 山陽オートレース場
- 浜松オートレース場
- 川口オートレース場